# Prosthodontie
La prosthodontie est une discipline de la médecine dentaire (odontologie) spécialisée dans la restauration ou le remplacement esthétique de dents abîmées ou manquantes. Elle se concentre donc sur les prothèses dentaires.
L'American Dental Association (en) (ADA) la définit comme « la spécialité dentaire relative au diagnostic, à la planification du traitement, à la réhabilitation et au maintien de la fonction buccale, du confort, de l'apparence et de la santé des patients présentant des conditions cliniques associées à des dents manquantes ou déficientes ou à des tissus buccaux et maxillo-faciaux utilisant des substituts biocompatibles ».